# Arum purpureospathum
Arum purpureospathum ist eine Pflanzenart aus der Gattung Aronstab (Arum) in der Familie der Aronstabgewächse (Araceae).

## Beschreibung
Arum purpureospathum ist eine ausdauernde Knollenpflanze, die Wuchshöhen von 35 bis 45 Zentimeter erreicht. Die Knolle ist senkrecht. Die Innenseite der Spatha-Röhre ist einfarbig purpurn, die Außen-Seite grün wie die Blätter und Stängel, aber mit purpurnen Längsstreifen. Der Saum glänzt innen und außen purpurn, lediglich am Grund ist er außen grün. Die Anhängsel des Spadix sind schwarzpurpurn und keulig-zylindrisch. Die Blattstiele sind halbstielrund. Die Fruchtähre ist 6,5 bis 8 Zentimeter groß und länglich-zylindrisch. Der Blütenstand riecht nach Pferdemist.
Die Blütezeit reicht von Februar bis April.

## Vorkommen
Arum purpureospathum ist auf Südwest-Kreta im Regionalbezirk Chania endemisch. Die Art kommt an halbschattigen Standorten unter Felsen, Bäumen und Mauern in Höhenlagen von 0 bis 800 Meter vor.

## Belege
- Ralf Jahn, Peter Schönfelder: Exkursionsflora für Kreta. Mit Beiträgen von Alfred Mayer und Martin Scheuerer. Eugen Ulmer, Stuttgart (Hohenheim) 1995, ISBN 3-8001-3478-0, S. 409–410.